# Shawn Thornton
Shawn Thornton (* 1977 Oshawa) je bývalý kanadský profesionální hokejový útočník, který odehrál v kanadsko-americké NHL přes 700 utkání, většinu za Boston Bruins, se kterými v sezóně 2010/11 vyhrál jeden ze svých dvou Stanley Cupů. Naposledy nastupoval za Florida Panthers. Byl známý především jako bitkař a ochránce hvězd.

## Hráčská kariéra
Thornton hrál nejprve nižší ligu, OMHA Eastern AAA League, za Oshawa Minor Generals ve svém rodném městě. V roce 1995 byl na draftu OHL draftován v devátém kole týmem Peterborough Petes. V roce 1997 ho jako 190. celkově draftovali Toronto Maple Leafs. O 10 let později, v roce 2007, vyhrál Stanley Cup s Anaheim Ducks.
1. července 2007 se stal neomezeně volným hráčem a tak podepsal novou tříletou smlouvu s Boston Bruins, která mu vynesla 1,5 milionu dolarů. V Bruins se stal hodně známým, především pro bitky s bitkařskými hvězdami Georgem Laraquem, Donaldem Brashearem a Rileym Cotem. Fanoušci si ho oblíbili a tak měl i svůj vlastní video blog na oficiální webové stránce týmu. Dne 5. 6. 2010 podepsal smlouvu s týmem Boston Bruins na 2 roky v hodnotě 1,625 milionu dolarů. Dne 1. 7. 2014 podepsal dvouletý kontrakt s týmem Florida Panthers, díky kterému si přišel na 2,4 mil. dolarů. Profesionální hráčskou kariéru ukončil po sezóně 2016/17 v dresu Panthers.
Není nijak příbuzný s Joem Thorntonem ani se Scottem Thorntonem, kteří také hrají v NHL.

## Klubové statistiky
| Sezona     | Klub                      | Soutěž     | Základní část | Základní část | Základní část | Základní část | Základní část | Play off | Play off | Play off | Play off | Play off |
| Sezona     | Klub                      | Soutěž     | Z             | G             | A             | B             | TM            | Z        | G        | A        | B        | TM       |
| ---------- | ------------------------- | ---------- | ------------- | ------------- | ------------- | ------------- | ------------- | -------- | -------- | -------- | -------- | -------- |
| 1994–95    | Oshawa Kiwanis Midget AAA | OMHA       | 43            | 8             | 19            | 28            | 113           | —        | —        | —        | —        | —        |
| 1995–96    | Peterborough Petes        | OHL        | 63            | 4             | 10            | 14            | 192           | 24       | 3        | 0        | 3        | 25       |
| 1996–97    | Peterborough Petes        | OHL        | 61            | 19            | 10            | 29            | 204           | 11       | 2        | 4        | 6        | 20       |
| 1997–98    | St. John's Maple Leafs    | AHL        | 59            | 0             | 3             | 3             | 225           | —        | —        | —        | —        | —        |
| 1998–99    | St. John's Maple Leafs    | AHL        | 78            | 8             | 11            | 19            | 354           | 5        | 0        | 0        | 0        | 9        |
| 1999–00    | St. John's Maple Leafs    | AHL        | 60            | 4             | 12            | 16            | 316           | —        | —        | —        | —        | —        |
| 2000–01    | St. John's Maple Leafs    | AHL        | 79            | 5             | 12            | 17            | 320           | 3        | 1        | 2        | 3        | 2        |
| 2001–02    | Norfolk Admirals          | AHL        | 70            | 8             | 14            | 22            | 281           | 4        | 0        | 0        | 0        | 4        |
| 2002–03    | Norfolk Admirals          | AHL        | 50            | 11            | 2             | 13            | 213           | 9        | 0        | 2        | 2        | 28       |
| 2002–03    | Chicago Blackhawks        | NHL        | 13            | 1             | 1             | 2             | 31            | —        | —        | —        | —        | —        |
| 2003–04    | Norfolk Admirals          | AHL        | 64            | 6             | 11            | 17            | 259           | 8        | 1        | 1        | 2        | 6        |
| 2003–04    | Chicago Blackhawks        | NHL        | 8             | 1             | 0             | 1             | 23            | —        | —        | —        | —        | —        |
| 2004–05    | Norfolk Admirals          | AHL        | 71            | 5             | 9             | 14            | 263           | 6        | 0        | 0        | 0        | 8        |
| 2005–06    | Norfolk Admirals          | AHL        | 59            | 10            | 22            | 32            | 192           | 4        | 0        | 0        | 0        | 35       |
| 2005–06    | Chicago Blackhawks        | NHL        | 10            | 0             | 0             | 0             | 16            | —        | —        | —        | —        | —        |
| 2006–07    | Portland Pirates          | AHL        | 15            | 4             | 4             | 8             | 55            | —        | —        | —        | —        | —        |
| 2006–07    | Anaheim Ducks             | NHL        | 48            | 2             | 7             | 9             | 88            | 15       | 0        | 0        | 0        | 19       |
| 2007–08    | Boston Bruins             | NHL        | 58            | 4             | 3             | 7             | 74            | 7        | 0        | 0        | 0        | 6        |
| 2008–09    | Boston Bruins             | NHL        | 79            | 6             | 5             | 11            | 123           | 10       | 1        | 0        | 1        | 6        |
| 2009–10    | Boston Bruins             | NHL        | 74            | 1             | 9             | 10            | 141           | 12       | 0        | 0        | 0        | 4        |
| 2010–11    | Boston Bruins             | NHL        | 79            | 10            | 10            | 20            | 122           | 18       | 0        | 1        | 1        | 24       |
| 2011–12    | Boston Bruins             | NHL        | 81            | 5             | 8             | 13            | 154           | 5        | 0        | 0        | 0        | 0        |
| 2012–13    | Boston Bruins             | NHL        | 45            | 3             | 4             | 7             | 60            | 22       | 0        | 4        | 4        | 18       |
| 2013–14    | Boston Bruins             | NHL        | 64            | 5             | 3             | 8             | 74            | 12       | 0        | 1        | 1        | 4        |
| 2014–15    | Florida Panthers          | NHL        | 46            | 1             | 4             | 5             | 50            | —        | —        | —        | —        | —        |
| 2015–16    | Florida Panthers          | NHL        | 50            | 1             | 4             | 5             | 80            | 4        | 0        | 0        | 0        | 2        |
| 2016–17    | Florida Panthers          | NHL        | 50            | 2             | 2             | 4             | 67            | —        | —        | —        | —        | —        |
| NHL celkem | NHL celkem                | NHL celkem | 705           | 42            | 60            | 102           | 1103          | 105      | 1        | 6        | 7        | 83       |